# Rhinella arenarum
Rhinella arenarum is een kikker uit de familie padden (Bufonidae). De soort werd voor het eerst wetenschappelijk beschreven door Reinhold Hensel in 1867. Oorspronkelijk werd de wetenschappelijke naam Bufo arenarum gebruikt.
De soort komt voor in Zuid-Amerika in zuidelijk Brazilië, Argentinië, Bolivia en Uruguay, van zeeniveau tot 2600 m hoogte. Deze kikker scheidt een bufotoxine af, dat arenobufotoxine genoemd wordt.
De typelocatie is "nabij Rio Grande (Rio Grande do Sul) in Brazilië". 's Nachts liepen ze daar over de droge zandduinen, terwijl ze overdag schuilden onder de wortels van de struiken, zo schreef Hensel.